# IC 3189
IC 3189 ist eine Spiralgalaxie vom Hubble-Typ Sc im Sternbild Coma Berenices am Nordsternhimmel, die schätzungsweise 682 Millionen Lichtjahre von der Milchstraße entfernt ist. Gemeinsam mit IC 3185 bildet sie ein optisches Galaxienpaar.

Im gleichen Himmelsareal befinden sich die Galaxien IC 3169, IC 3171, IC 3176, IC 3194.
Das Objekt wurde am 23. März 1903 von dem deutschen Astronomen Max Wolf entdeckt.